# ボオランガ
ボオランガは、明末の覺羅ギョロ氏女真族。
都督フマンの第五子で、清太祖ヌルハチの祖父ギョチャンガの五弟、即ちヌルハチの五番目の大叔父にあたる。

## 略歴
ボオランガ個人については、『清實錄』に「尼麻喇ニマラン地方に住んだ」とある外に記述はみられない。同じく『清實錄』に拠れば、五人の兄弟と合わせて「六祖」または「寧古塔貝勒ニングタ･ベイレ」と呼ばれ、当時近隣地域で武を誇っていた他部族を滅ぼしてからは、その勢力も次第に伸長したという。
その後、ニングタ･ベイレ勢力が衰頽する中、姪孫にあたるヌルハチの勢力が勃興すると、ニングタ･ベイレ勢力の内、四人 (デシク・リョチャン・ソオチャンガ・ボオシ) の子孫がヌルハチ勢力とあからさまに反目した一方で、ボオランガの子孫はそれとは一線を画し、ヌルハチ勢に加わった者もあった。
清代には清朝宗室の傍系 (紅帯子・覺羅) として区別された。

## 一族姻戚
＊満文表記 (転写) および仮名表記は『manju i yargiyan kooli』に準拠した。丸括弧内の漢字表記は『太祖高皇帝實錄』/『滿洲實錄』の順で記し、両者の表記が同一である場合は統合した。また、その外の文献を典拠とする場合のみ脚註を附した。
- 父・フマン
  - 長兄・デシク (德世庫desikū)
  - 次兄・リョチャン (劉闡/瑠闡liocan)
  - 三兄・ソオチャンガ
  - 四兄・ギョチャンガ
    - 侄・タクシ
      - 姪孫・ヌルハチ

  - ボオランガ
    - 長子・隋痕[9]
      - 孫・博爾渾[9]

    - 次子・巴孫巴圖魯[9]
    - 三子・ドゥイチン (對秦duicin)
      - 孫・勒特[9]
      - 孫・ジャチン･バトゥル (扎秦巴圖魯jacin baturu)[9]
      - 孫・サングリ (桑古里sangguri)[9]

    - 四子・レンデン (稜敦lengden)[注 3]
      - 孫・布席庫[9]
      - 孫・柏林[9]
      - 孫・務巴席庫[9]
      - 孫・薩哈席庫[9]
      - 孫・機達席庫[9]

  - 六弟・ボオシ

## 脚註

### 典拠
1. ↑   太祖武皇帝實錄. 1
2. 1 2  “癸未歲萬曆11年1583至甲申歲萬曆12年1584段264”. 太祖高皇帝實錄. 1
3. 1 2  “滿洲源流/癸未歲萬曆11年1583至甲申歲萬曆12年1584段13”. 滿洲實錄. 1
4. ↑  “癸未歲萬曆11年1583至甲申歲萬曆12年1584段266”. 太祖高皇帝實錄. 1
5. ↑  二.. “〈論説〉清の太祖興起の事情について”. 東洋学報:  133-141.
6. ↑  “天聰9年1635 1月26日段1745”. 太宗文皇帝實錄. 22
7. ↑  “癸未歲萬曆11年1583至甲申歲萬曆12年1584段263-266”. 太祖高皇帝實錄. 1
8. ↑  “滿洲源流/癸未歲萬曆11年1583至甲申歲萬曆12年1584段13”. 滿洲實錄. 1
9. 1 2 3 4 5 6 7 8 9 10 11 12  “興祖直皇帝位下第五子包郎阿”. 愛新覺羅宗譜

### 註釈
1. ↑  『太祖武皇帝實錄』では「尼麻蘭nímálán」、『太祖高皇帝實錄』では「尼麻喇nímála」、『滿洲實錄』では「尼瑪蘭nímǎlán」に作る。
2. ↑  ヌルハチの妹婿エフガハシャンが殺された折、復讎に焦るヌルハチをボオランガ次子 (ヌルハチ族叔父) のレンデンが宥めている (→「太祖大戰瑪爾墩」参照)。またジャイフィヤンでの戦役では、ボオランガ長子ドゥイチンの子が、突如現れた敵の大軍を前にして鎧甲を脱ぎ捨てて逃亡を図った為、ヌルハチに叱責されている (→「太祖四騎敗八百兵」参照)。
3. ↑  『愛新覺羅宗譜』では「郎騰」に作る。[9]

## 文献

### 實錄
＊中央研究院歴史語言研究所版 (1937年刊行)
- 覚羅氏勒德洪『太祖高皇帝實錄』崇徳元年1636 (漢)
- 編者不詳『滿洲實錄』乾隆46年1781 (漢)
  - 『ᠮᠠᠨᠵᡠ ᡳ ᠶᠠᡵᡤᡳᠶᠠᠨ ᡴᠣᠣᠯᡳmanju i yargiyan kooli』乾隆46年1781 (満) ＊今西春秋版
    - 今西春秋『満和蒙和対訳 満洲実録』刀水書房, 昭和13年1938訳, 1992年刊

### 史書
- 稻葉岩吉『清朝全史』上巻, 早稲田大学出版部, 大正3年1914
- 趙爾巽『清史稿』清史館, 民国17年1928 (漢) ＊中華書局版
- 孟森『清朝前紀』民国19年1930 (漢) ＊商務印書館版

### 地理書
- 白鳥庫吉 監修, 松井等, 箭内亙, 稻葉岩吉 撰『滿洲歷史地理』巻2, 南満洲鉄道株式会社, 大正31914

### 論文
- 『東洋学報』巻33 (号2) 1951, 和田 清「〈論説〉清の太祖興起の事情について」

### Web
- 栗林均「モンゴル諸語と満洲文語の資料検索システム」東北大学
- 「明實錄、朝鮮王朝実録、清實錄資料庫」中央研究院歴史語言研究所 (台湾)